# Saint-Maurice-Colombier
Saint-Maurice-Colombier ist eine französische Gemeinde mit 889 Einwohnern (Stand: 1. Januar 2022) im Département Doubs in der Region Bourgogne-Franche-Comté.

## Geographie
Saint-Maurice-Colombier liegt auf 307 m, etwa 14 Kilometer südwestlich der Stadt Montbéliard (Luftlinie). Das Dorf erstreckt sich im Tal des Ruisseau du Bié kurz vor dessen Mündung in den Doubs, am Nordrand der äußersten Höhenzüge des Juras.
Die Fläche des 13,29 km² großen Gemeindegebiets umfasst einen Abschnitt des Doubstals. Die westliche und nördliche Grenze verläuft entlang dem Doubs, der hier mit mehreren Windungen in einer ungefähr ein Kilometer breiten flachen Talniederung fließt und von der Wasserstraße des Rhein-Rhône-Kanals begleitet wird. Bei Colombier-Châtelot mündet der Ruisseau du Bié in den Doubs, dessen Tal das Hauptsiedlungsgebiet der Gemeinde bildet. Flankiert wird der Ruisseau du Bié auf beiden Seiten von Plateaus, die durchschnittlich auf 350 m liegen, überwiegend von Acker- und Wiesland bestanden sind und sich leicht gegen das Doubstal hin absenken. Nach Südosten erstreckt sich das Gemeindeareal über den Bié und seine Seitentäler (darunter dasjenige des Ruisseau de Sourans) bis auf die Tafeljurahochfläche bei Goux-lès-Dambelin. Mit 491 m wird oberhalb von Échelotte die höchste Erhebung von Saint-Maurice-Colombier erreicht.
Die Gemeinde besteht aus verschiedenen Ortsteilen:
- Saint-Maurice (307 m) im Tal und am nördlich angrenzenden Hang des Ruisseau du Bié
- Colombier-Châtelot (297 m) an der Mündung des Ruisseau du Bié in den Doubs
- Échelotte (460 m) auf einem Plateau am Aufgang zur Hochfläche von Goux-lès-Dambelin

Nachbargemeinden von Saint-Maurice-Colombier sind Longevelle-sur-Doubs im Norden, Colombier-Fontaine und Villars-sous-Écot im Osten, Goux-lès-Dambelin und Sourans im Süden sowie Blussans und Blussangeaux im Westen.

## Geschichte
Spuren eines römischen Verkehrsweges und aus der vorgeschichtlichen Zeit weisen auf eine frühe Besiedlung des Gemeindegebietes von Saint-Maurice-Colombier hin. Saint-Maurice wird im Jahr 1405 erwähnt. Im Mittelalter gehörte das Dorf zusammen mit Colombier zur Herrschaft Châtelot, die 1561 durch Kauf unter die Oberhoheit der Grafen von Württemberg-Mömpelgard (Montbéliard) kam. Sie führten die Reformation ein. Im Jahre 1700 entzogen die französischen Besatzer der lutherischen Gemeinde die Kirche. Mit dem Versailler Vertrag von 1748 gelangten die Ortschaften an Frankreich. Der Weiler Échelotte wurde im 17. Jahrhundert von Bauern gegründet, die aus dem Schweizer Kanton Neuenburg einwanderten. Nach der Revolution wurde die Kirche am 29. April 1792 der lutherischen Gemeinde restituiert.
Um eine Verwechslung mit anderen gleichnamigen Gemeinden zu vermeiden, wurde Saint-Maurice im Jahr 1922 offiziell in Saint-Maurice-Échelotte umbenannt. Seit 1972 waren die beiden Ortschaften Saint-Maurice-Échelotte und Colombier-Châtelot in der Form einer assoziierten Fusion unter dem Namen Saint-Maurice-Colombier miteinander vereinigt. Die eigentliche Fusion wurde jedoch erst mit Wirkung auf den 1. Januar 2002 vollzogen. Heute ist Saint-Maurice-Colombier Teil des Gemeindeverbandes Pays de Montbéliard Agglomération.

## Bevölkerung
| Jahr                       | 1962 | 1968 | 1975 | 1982 | 1990 | 1999 | 2008 | 2018 |
| Einwohner                  | 314  | 344  | 598  | 742  | 729  | 719  | 886  | 907  |
| Quellen: Cassini und INSEE |      |      |      |      |      |      |      |      |

Mit 889 Einwohnern (Stand 1. Januar 2022) gehört Saint-Maurice-Colombier zu den kleinen Gemeinden des Départements Doubs. Nachdem die Einwohnerzahl in der ersten Hälfte des 20. Jahrhunderts abgenommen hatte (1881 wurden noch 526 Personen gezählt), wurde seit Beginn der 1960er Jahre ein markantes Bevölkerungswachstum verzeichnet. Seither hat sich die Einwohnerzahl mehr als verdoppelt.

## Sehenswürdigkeiten
Die Kirche (Temple luthérien) steht auf der Höhe oberhalb von Saint-Maurice zwischen den Tälern von Doubs und Bié. Sie geht ursprünglich auf einen Bau von 1402 zurück, wurde aber nach einem Brand 1636 neu erbaut (1650) und im 18. Jahrhundert vergrößert. Nach den Zerstörungen 1944 musste sie umfassend restauriert werden. In der Ortschaft sind verschiedene Bauernhäuser im traditionellen Stil der Franche-Comté aus dem 17. bis 19. Jahrhundert erhalten. In Colombier-Châtelot befinden sich Ruinen der Burg Châtelot.

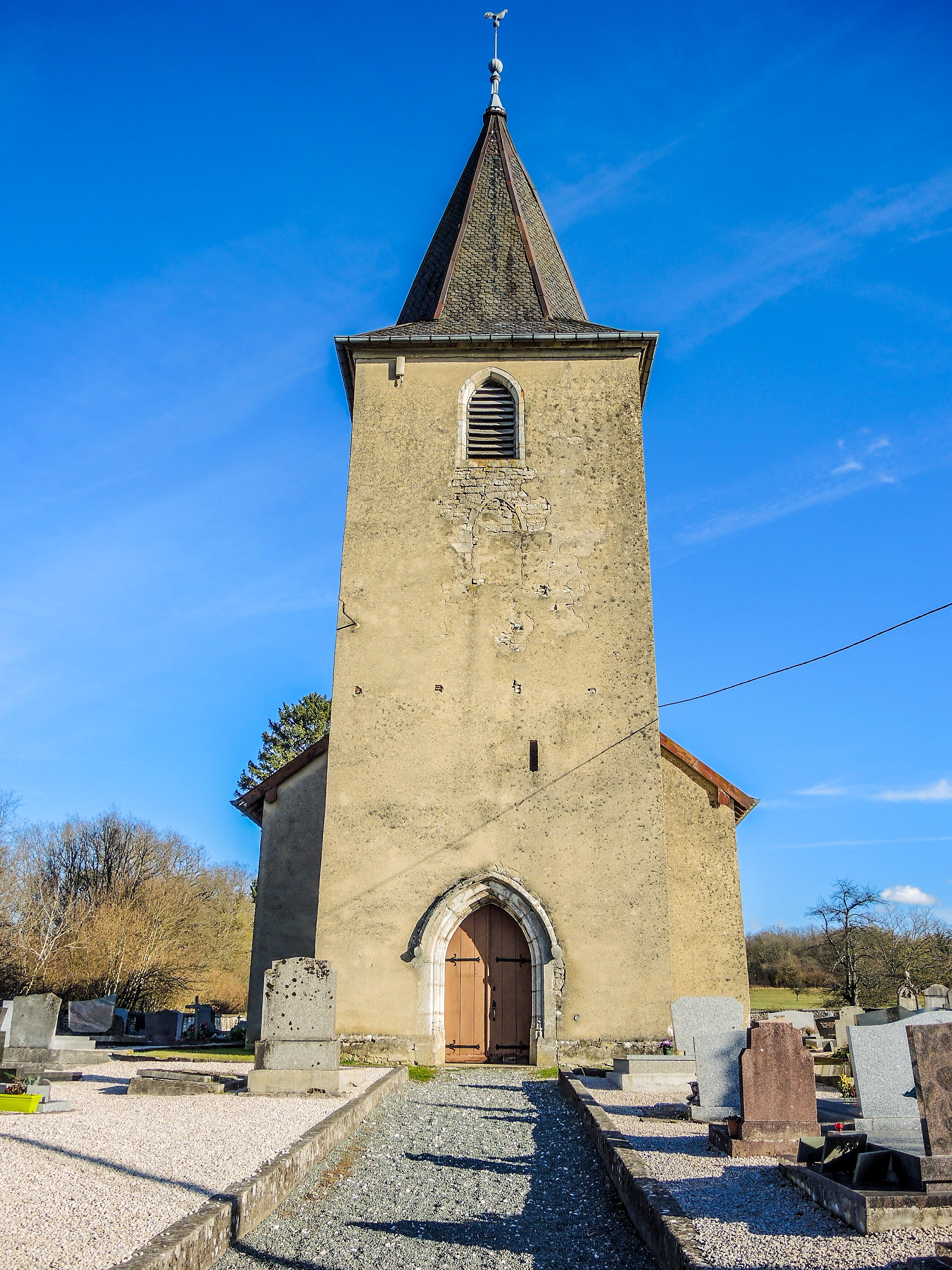
Lutherische Kirche

## Wirtschaft und Infrastruktur
Saint-Maurice-Colombier war bis weit ins 20. Jahrhundert hinein ein vorwiegend durch die Landwirtschaft (Ackerbau, Obstbau und Viehzucht) und die Forstwirtschaft geprägtes Dorf. Daneben gibt es heute verschiedene Betriebe des lokalen Kleingewerbes. Mittlerweile hat sich das Dorf auch zu einer Wohngemeinde gewandelt. Viele Erwerbstätige sind deshalb Wegpendler, die in den größeren Ortschaften der Umgebung und in der Agglomeration Montbéliard ihrer Arbeit nachgehen.
Die Ortschaft liegt abseits der größeren Durchgangsstraßen an einer Departementsstraße, die von L’Isle-sur-le-Doubs nach Colombier-Fontaine führt. Der nächste Anschluss an die Autobahn A36, welche das Gemeindegebiet durchquert, befindet sich in einer Entfernung von ungefähr 14 Kilometern. Weitere Straßenverbindungen bestehen mit Longevelle-sur-Doubs und Villars-sous-Écot. Saint-Maurice besitzt einen Bahnhof an der Eisenbahnstrecke von Besançon nach Montbéliard.